# Val Calamento
La val Calamento è una valle secondaria della Valsugana; fa parte del comune di Telve ed è circondata dalle altre valli del posto, come Campelle e Fiemme. La valle è attraversata da molti ruscelli, rii e dal principale torrente Maso di Calamento. Tra i punti di interesse, ci sono malghe come Malga Cere e Malga Cagnon di Sopra e il Museo Etnografico del legno.

## Geografia
La valle è dominata dal torrente maso e dai vari rii che gli fanno da affluente. La valle è circondata dalle montagne della catena del Lagorai.
Le principali cime che circondano la valle sono:
- cima Ciste
- cima di Palù
- monte Setole
- passo Manghen
- passo Cadin

Inoltre la valle confina coi comuni di Telve, Telve di Sopra, Scurelle, Torcegno, Castello-Molina di Fiemme.